# Будинок окружного суду (Чернігів)
Будинок окружного суду — пам'ятка історії місцевого значення в Чернігові. Наразі у будівлі розміщується Управління СБУ у Чернігівській області.
25 лютого 2022 року будівля була пошкоджена авіаударом під час вторгнення Росії в Україну.

## Історія
Рішенням виконкому Чернігівської обласної ради народних депутатів від 17.11.1980 № 551 надано статус «пам'ятника історії місцевого значення» з охоронним № 56 під назвою «Будинок, де тимчасово перебувала влада Радянської України». Будівля має власну «територію пам'ятника» та розташована в «охоронній зоні» (яка також включає декілька житлових будинків), за правилами забудови та використання території. Встановлено інформаційну дошку.
Наказом Департаменту культури та туризму, національностей та релігій Чернігівської обласної державної адміністрації від 12.11.2015 № 254 для пам'ятника використовується нова назва — «Будинок окружного суду».

## Опис
Будинок окружного суду було збудовано на Московській вулиці (зараз Шевченка) 1904 року за проєктом архітектора Є. Яновського. Двоповерховий, кам'яний, Г-подібний у плані будинок. З боків від входу фасад прикрашений двома парами пілястр, які завершуються горизонтальною лінією аттика, де зараз розміщується герб України.
До жовтня 1917 року тут розташовувався окружний суд. У 1917 році будинок було перебудовано. У зв'язку із визволенням Армією УНР Києва, у період 30.08.1919—20.10.1919 у будівлі були тимчасово розташовані ЦК КП(б)У, Рада народних комісарів та Рада робітничо-селянської оборони України.
Після Другої світової війни 1947 року будинок знову частково перебудований із збереженням архітектури фасадів та інтер'єрів.
1972 року було встановлено мармурову меморіальну дошку Влади Радянської України, яка перебувала у Чернігові «У цьому будинку у вересні 1919 року знаходилася Рада робітничо-селянської оборони України» (нині демонтовано).

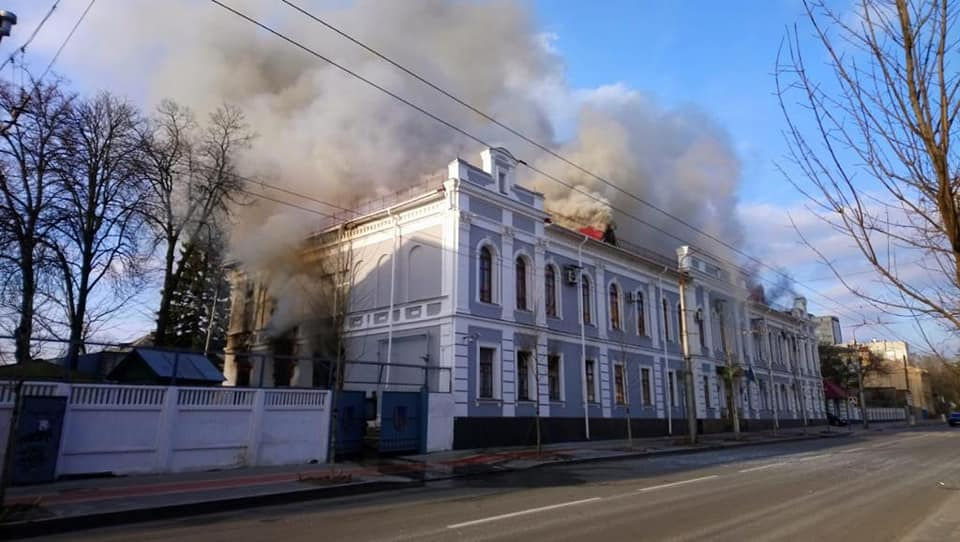
Будинок після обстрілу 25 лютого 2022 року

25 лютого 2022 року будівля була пошкоджена в ході Вторгнення Росії на Україну — в результаті авіаудару.